# Munna (Metamunna) similis
Munna (Metamunna) similis là một loài chân đều trong họ Munnidae. Loài này được Fresi & Mazzella miêu tả khoa học năm 1971.